# Northern Lights-Southern Cross
Northern Lights – Southern Cross är ett musikalbum av The Band som utgavs 1975 av skivbolaget Capitol Records. Det var gruppens sjätte studioalbum och det första sedan 1971 års Cahoots med helt nya kompositioner. Tre av låtarna framfördes på gruppens avskedskonsert, The Last Waltz 1976. Dessa var "Ophelia", "Acadian Driftwood" och "It Makes No Difference".

## Låtlista
(alla låtar skrivna av Robbie Robertson)
1. "Forbidden Fruit" - 5:59
2. "Hobo Jungle" - 4:15
3. "Ophelia" - 3:32
4. "Acadian Driftwood" - 6:42
5. "Ring Your Bell" - 3:55
6. "It Makes No Difference" - 6:34
7. "Jupiter Hollow" - 5:20
8. "Rags and Bones" - 4:46

## Listplaceringar
- Billboard 200, USA: #26[1]
- Nederländerna: #13[2]